# Весенник зимующий
Весенник зимующий, или Эрантис зимний (также зимний аконит; лат. Eranthis hyemalis) — вид цветковых растений семейства  лютиковых (Ranunculus). Произрастает в широколиственных лесах на известковых почвах во Франции, Италии и на Балканах. Натурализовался и в других странах Европы.

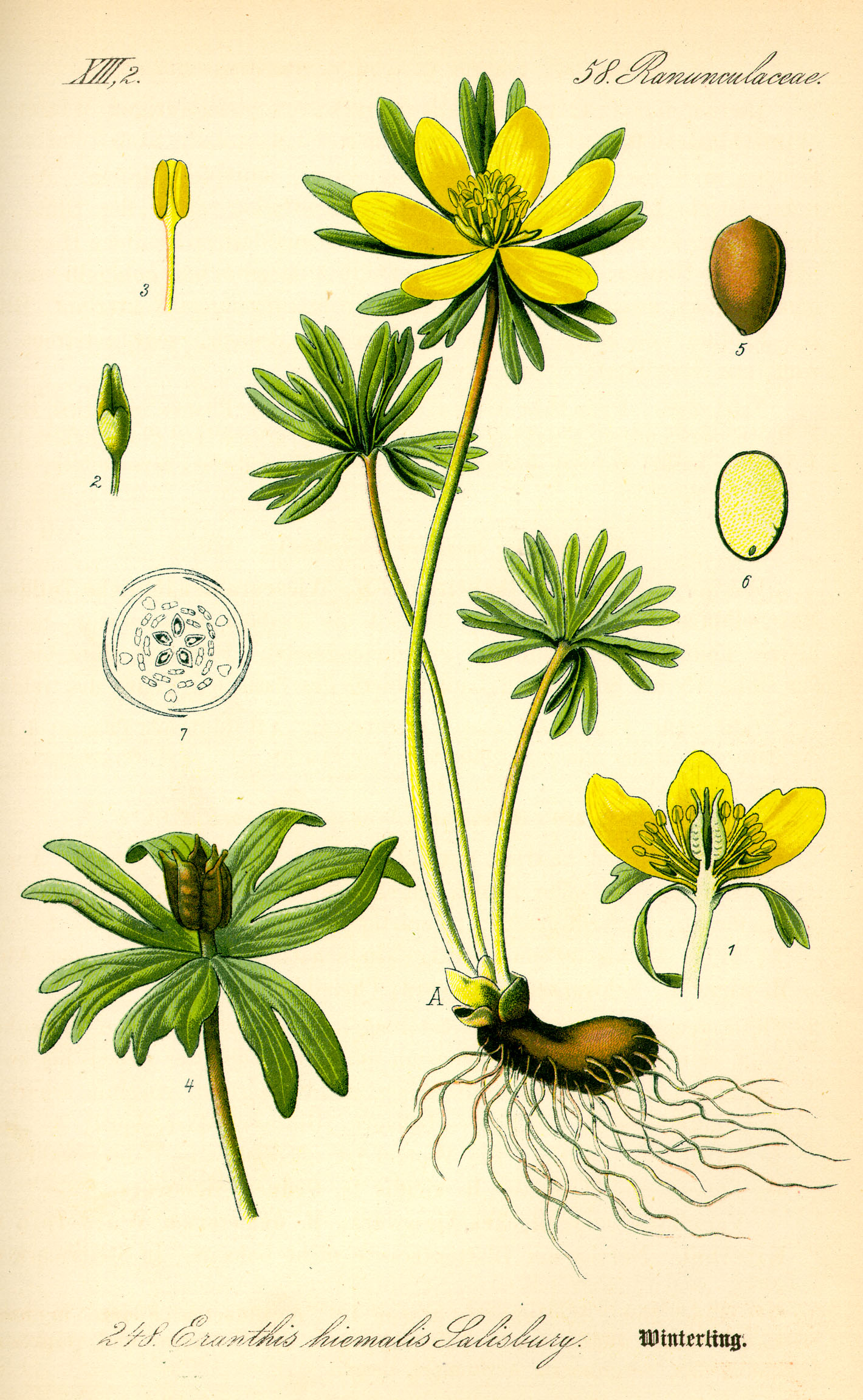

## Описание
Это  многолетнее травянистое растение с подземным клубневидным корневищем, высотой до 15 см, с большими (2–3 см) желтыми чашевидными цветами, расположенными над воротником из 3 листовидных прицветников и появляющимися в конце зимы и ранней весной. Шесть чашелистиков ярко-желтые, лепестковидные, а лепестки видоизменены в трубчатые нектарники. Имеется множество тычинок и обычно шесть несросшихся плодолистиков. Плоды представляют собой листовки, в каждой из которых находится несколько семян:104.
Как весенний эфемероид весенник цветёт и вегетирует, когда полог леса после зимы ещё не сформирован, и солнечный свет максимально достигает лесной подстилки. После завершения цикла развития надземные части весенника отмирают, тогда как подземные органы остаются на следующий год.

## Название
Латинский видовой эпитет hyemalis означает «зимний», в то время как название рода представляет собой соединение греческих элементов Er — «Весна» и anthos — «цветок», характеризуя его раннее цветение.

## Выращивание
Растение ценится в культуре как один из самых ранних цветов календарного года. Eranthis hyemalis и культивар стерильного гибрида 'Guinea Gold' получили награду Award of Garden Merit Королевского садоводческого общества. 

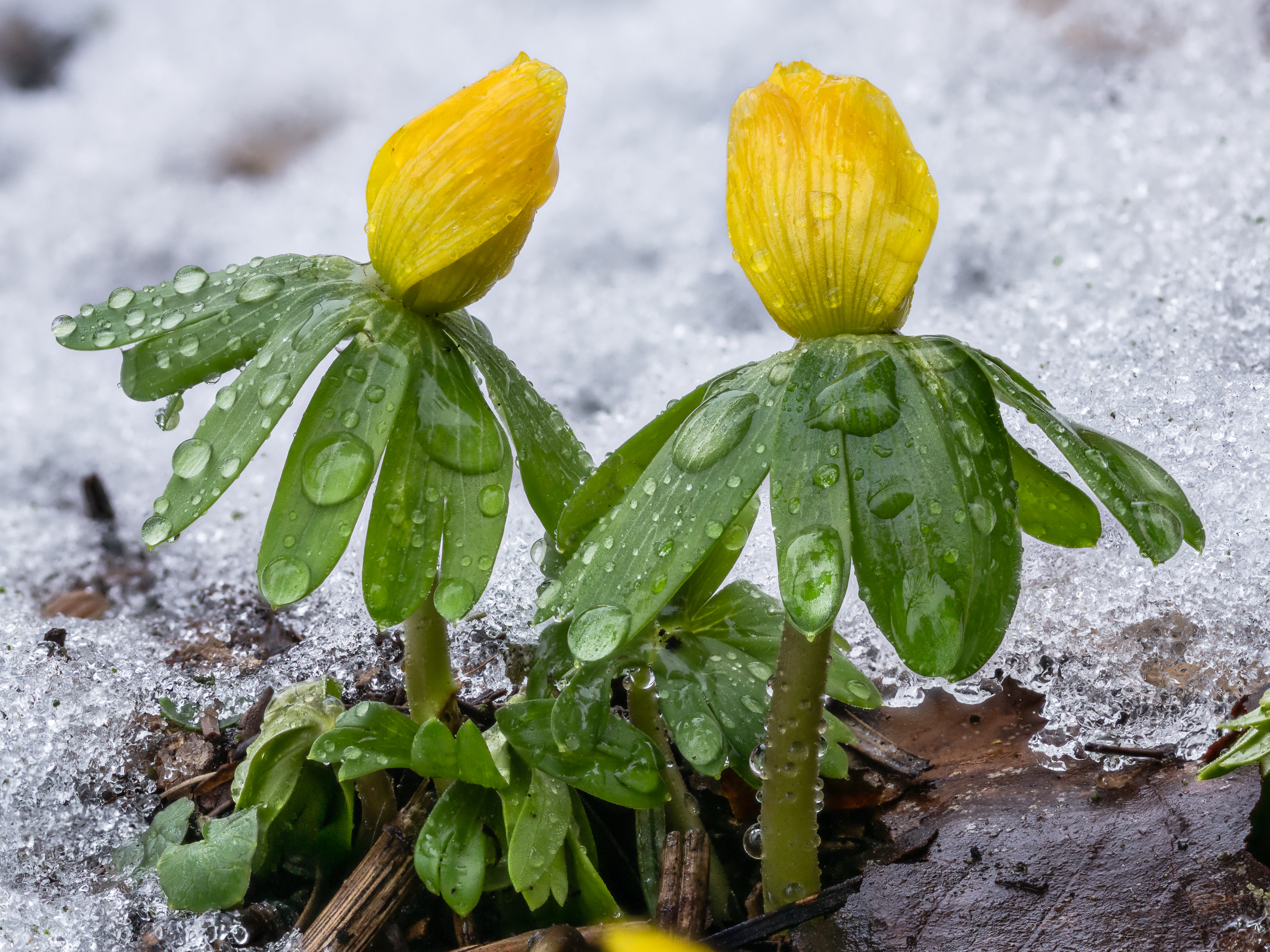
Нидерланды, середина февраля

Весенник размножается, в основном, семенами. В первый год после посева растение не цветет, над землёй появляются только семядоли.

## Токсичность
Все части растения ядовиты для человека и других млекопитающих из-за содержания сердечных гликозидов, подобных тем, которые присутствуют в Adonis vernalis. Очень большие дозы могут вызвать серьезное, часто непоправимое повреждение сердца. Симптомы отравления включают коликообразные боли в животе, тошноту, рвоту, диарею, нарушение зрения, одышку, брадикардию и, в тяжелых случаях, остановку сердца. Конкретные сердечные гликозиды, присутствующие в E.hyemalis, включают эрантин А и В, принадлежащие к группе буфадиенолидов, также обнаруженных (и названных в честь) жабьего яда.

## Таксономия
Eranthis hyemalis (L.) Salisb., Trans. Linn. Soc. London 8: 304. 1807.

### Синонимы
- Helleborus hyemalis L., 1753basionym

- Cammarum hyemale (L.) Hill, 1756
- Koellea hyemalis (L.) Biria, 1811
- Robertia hiemalis (L.) Mérat, 1812
- Cammarum hyemale (L.) Greene, 1897
- Eranthis hyemalis var. bulgaricus Stef., 1941
- Eranthis bulgarica (Stef.) Stef., 1963